# Vovkivske, Lohvîțea
Vovkivske (în ucraineană Вовківське) este un sat în comuna Korsunivka din raionul Lohvîțea, regiunea Poltava, Ucraina.

## Demografie
Componența lingvistică a localității Vovkivske
     Ucraineană (100%)
Conform recensământului din 2001, toată populația localității Vovkivske era vorbitoare de ucraineană (100%).